# Henri Storck
Henri Storck (Ostende, 1907 - 17 de septiembre de 1999) fue un autor, realizador y documentalista belga.
En 1933, dirigió junto a Joris Ivens, Misère au Borinage, una película sobre los mineros de la región de Borinage. En 1938, junto a Andre Thirifays y Pierre Vermeylen, fundó el Archivo Real de Cine Belga. También actuó en dos películas clave de la historia del cine: Cero en conducta  de Jean Vigo (1933), en el papel del sacerdote, y "Jeanne Dielman, 23 Quay Commercial, 1080 Brussels" de Chantal Akerman (1976), en el papel de un cliente de la prostituta. Jacqueline Aubenas escribió sobre él, en su trabajo de exposición, Ya lleva 100 años: una historia del cine francófono en Bélgica: 

"Ahí emerge con fuerza la fuerte personalidad de un cineasta que no es militante en el sentido que este término tenía en los años 30 para los directores soviéticos que mantenían una ideología, sino el sentido de un hombre generoso que nunca eligió el lado equivocado y que estará, tanto en ética como en estética, siempre en la primera línea de batalla".

- Datos: Q2033012